# San José de Pare
San José de Pare è un comune della Colombia facente parte del dipartimento di Boyacá.
Il centro abitato venne fondato da Pedro Antonio Flórez nel 1780.